# Бачинський Олександр Гаврилович
д-р Олекса́ндр Гаври́лович Бачи́нський (прізвище також Лешко́вич-Бачи́нський) гербу «Сас» (псевдоніми і криптоніми — Миролюб, Правдолюб, Правдолюб-Миролюб, Бачинський-Лишкович Ол., Бач. Ал., АБ; 24 березня 1844, Сороцьке, нині Теребовлянського району Тернопільської області — 9 червня 1933, Львів) — український церковний діяч, богослов, педагог, письменник, видавець, перекладач. Доктор богослов'я. Батько Юліана Бачинського. Нагороджений папським хрестом «Pro Ecclesia et Pontifice» (1889).

## Біографія
Народився в заможній шляхетній родині Гавриїла Бачинського гербу Сас та його дружини Анни Бачинської з дому Калиняків; у селі Сороцьке Австрійської імперії (нині Теребовлянський район, Тернопільська область, Україна).
Навчався у нормальних школах у Теребовлі (1851—1853), нижчій гімназії в Тернополі (1855—1859). П'ятий і шостий клас закінчив у Бережанах (1859—1861), сьомий і восьмий у Тернополі (1861—1863). Випускник Львівської семінарії і богословського факультету Львівського університету (1867).

### Душпастирство
Одружившись з Євгенією Филиповською — донькою отця Івана, пароха Гусятина, та Емілії Чировської, висвячений 15 грудня 1867 року. Дружина померла 1874 року.
Після висвячення був другим священиком УГКЦ («сотрудником») у селі Новосілки-Кут (нині село Новосілка Підгаєцького району Тернопільської області). З 26 грудня 1871 року — священик у селі Підвербці Жуківського деканату (нині Тлумацького району Івано-Франківської області).

### Львівський період
27 березня 1873 року переведений до Львова: проповідник у соборі св. Юра, завідувач «Фонду архієпархіального священичих вдів і сиріт», віце-ректор греко-католицької семінарії (з 30 серпня 1873 року), професор катехизму в університеті, редактор часопису «Руский Сіон». Після того, як 1880 у часописі з'явилася критична стаття про безлад у духовній семінарії та інші проблеми цього навчального закладу, митрополит Йосиф Сембратович закрив часопис, а о. Бачинського звільнив із посади редактора та проректора семінарії. У 1881—1882 роках — парох у місті Болехів (нині Долинського району Івано-Франківської області), де 18 травня 1882 року був обраний до Долинської повітової ради.
Після вимушеного відходу митрополита Йосифа Сембратовича з посади (листопад 1882), за сприяння Сильвестра Сембратовича, 1 січня 1883 року о. Олександр Бачинський повернувся до Львова і був призначений ректором духовної семінарії та редактором відновленого «Руского Сіону». На посаді ректора Львівської духовної семінарії (1883—1893) провів важливі реформи, що впорядкували внутрішнє життя навчального закладу, підвищили її освітній та науковий рівень. Завдяки його зусиллям у 1887—1889 роках був побудований новий корпус семінарії по вулиці Коперника, 36 (нині — Географічний факультет ЛНУ).
З 1893 року — крилошанин Греко-Католицької Митрополичої капітули, канцлер Митрополичої Консисторії і асесор. Коли 19 вересня 1914 митрополита Андрея Шептицького заарештували і вивезли на заслання у Росію, Бачинський, як канцлер, керував Львівською архієпархією. 1920 митрополит Андрей призначив його генеральним вікарієм і «совітником апеляційного трибуналу протягом 10-ліття — зглядно до Єпархіального Синода». Перед від'їздом у тривалу закордонну подорож митрополит уповноважив його «виконувати уряд». Бачинського обирали до Львівської міської Ради протягом трьох скликань (1886, 1889, 1892). Працював над тим, щоб у Римі був створений руський духовний інститут. Разом із митрополитом Сембратовичем їздив до Рима, став папським шамбеляном.
Будучи уже у літньому віці, у 1928 році, був одним із трьох кандидатів (поряд із отцями Леонтієм Куницьким та Василем Лабою), яких митрополит Андрей (Шептицький) подав до Риму як кандидатів на єпископа помічника Львівської архієпархії.

### Роль у культурно-національному житті
За національними й політичними переконаннями о. Бачинський був народовцем, хоч підтримував тісні контакти з москвофілами й називав себе «руссофілом, бо люблю цілу Русь, так тих, що мешкають у глибокій Росії, чи на Україні, чи в Америці, чи в Пруссах. З'єднує нас всіх один обряд і одна мова». Офіційно він не належав до жодної політичної партії, а намагався примирити обидва політичні табори. З цією метою заснував газету «Мир» (1885—1887). Йому були близькі як народовські, так і москвофільські суспільно-культурні та релігійно-церковні товариства. Зокрема, він був членом «Народного дому», «Галицко-руской матицы», «Просвіти», «Товариства св. апостола Павла», «Марійського товариства молоді».
Отець Олександр Бачинський відіграв важливу роль у формуванні українського інтелектуального середовища в Галичині. Він належав до тих освітян і науковців із числа греко-католицького духовенства, котрі закладали міцний фундамент, на якому розгортали свою діяльність товариство «Просвіта» і НТШ. Про його науково-освітню працю позитивно відгукувалися Іван Франко та Андрей Шептицький.
Помер 9 червня 1933 р. у Львові. Похований на Личаківському цвинтарі в гробівці греко-католицьких єпископів і крилошан.

## Творчий доробок
Видавець і редактор «Богословської бібліотеки» (11 вип.), підручників із богослов'я та іншої церковної літератури. Після організації Богословського наукового товариства у Львові Бачинський очолив філософсько-богословську секцію (1924).

### Книги[10]
- Служебникъ святительскій. — Львôвъ 1886. — 172 С.
- Короткій викладъ Богословія догматичного основного и частного изъ знаменитшихъ авторовъ. — Львôвъ 1898. — 706 С.
- Короткій викладъ католицького Богословія морального (Етики католицкои). — Львôвъ 1899. — 800 С.
- Право церковне с особлившимъ узглядненємъ церквно-державнихъ законôвъ Австрѣйскихъ і краєвихъ Галицкихъ. — Львôвъ 1900. — 766 С.
- Богословіе церковне. — Львôвъ 1902. — 1064 С.
- Святе Письмо Старого и Нового Завѣта (з поясненнями Др. Івана Бартошевського). — Львôвъ 1900—1908, VII томів.
- Практичный провôдникъ для священикôвъ. — Львôвъ 1910. — 844 С.
- Псалтирь въ язицѣ церковно-словеньскомъ съ переводомъ на языкъ народно-рускій. — Львôвъ 1903. — 285 С.
- Новый Завѣтъ Господа нашего Іисуса Христа въ языцѣ церковно-словеньскомъ съ переводомъ на языкъ народно-рускій. — Львôвъ 1903. — 992 С.
- Конкордат заключний між Апостольською Столицею а президентом Річипосполитої польської і обовязуючий з днем 2 серпня 1925 р. — Львів 1925. — 54 С.

### Інші публікації
- Проповідь о причині упадку нашого народа // Рускій Сіон. — 1877. — Т. 7 ч. 16. — С. 492—494.
- О синодах дієцезальних // Душпастир. — 1897. — Т. 11 ч. 6. — С. 123—127; ч. 7. — С. 147—152.
- Бачинський Александр, Сваричевскій Владимір. Общоє Собраніє членов Общества им. св. Іоанна Златоустого в Львові // Церковний Востокъ. — 1912. — Т. 2 ч. 1-8. — С. 51—52.